# Nino Pungaršek
Nino Pungaršek, slovenski nogometaš, * 1. november 1995.
Pungaršek je profesionalni nogometaš, ki igra na položaju vezista. Od leta 2022 je član avstrijskega kluba Voitsberg. Pred tem je igral za slovenske klube Celje, Šmartno 1928, Bravo in Olimpijo. Skupno je v prvi slovenski ligi odigral 131 tekem in dosegel 11 golov. S Celjem je osvojil naslov slovenskega državnega prvaka v sezoni 2019/20, z Olimpijo pa slovenski pokal leta 2021. Leta 2010 je odigral eno tekmo za slovensko reprezentanco do 16 let.